# Korsischer Thymian
Der Korsische Thymian (Thymus herba-barona) ist eine Pflanzenart aus der Gattung der Thymiane (Thymus) in der Familie der Lippenblütler.

## Beschreibung
Der Korsische Thymian ist ein kleiner Strauch, dessen niederliegende bis aufsteigende, kriechende Stängel verholzen. Nicht-blütentragende Stängel fehlen, die blütentragenden Stängel werden 5 bis 10 cm lang und sind rundherum behaart. Die Laubblätter sind 6 bis 9 mm lang und 2 bis 4 mm breit. Sie sind elliptisch bis rhombisch-eiförmig, gestielt, nach vorn spitz, krautig und mit flachen bis etwas zurückgerollten Rändern versehen. Sie sind unbehaart oder fein flaumig behaart und an der Basis bewimpert. Die Blattadern sind unauffällig.
Die Blütenstände sind nahezu köpfchenförmig und locker, die untersten Scheinwirtel stehen gelegentlich etwas abseits. Die Tragblätter gleichen den Laubblättern. Der Kelch ist 3 bis 5 mm lang. Die oberen Zähne sind bis zu 1,5 mm lang und etwas länger als breit und schuppig, aber nicht bewimpert. Die Krone ist bis zu 9 mm lang und blass purpurn.
Die Chromosomenzahl beträgt 2n = 28 oder 84.

## Vorkommen und Standorte
Die Art kommt auf Korsika und vielleicht auch in Sardinien vor.